# Streblospio gynobranchiata
Streblospio gynobranchiata är en ringmaskart som beskrevs av Rice och Levin 1998. Streblospio gynobranchiata ingår i släktet Streblospio och familjen Spionidae.
Artens utbredningsområde är Mexikanska golfen. Inga underarter finns listade i Catalogue of Life.